# Lukáš Haraslín
Lukáš Haraslín (Bratislava, 26 maggio 1996) è un calciatore slovacco, centrocampista o attaccante dello Sparta Praga e della nazionale slovacca.

## Caratteristiche tecniche
Calciatore duttile tatticamente, può essere schierato come esterno sinistro o come ala sinistra, ma da il meglio di sé anche se schierato sulla fascia opposta, o in posizione più centrale come trequartista e come seconda punta. Dotato di grandissima tecnica e classe, è abile a mandare in rete i suoi compagni grazie a passaggi e cross molto precisi, molto difficile da contenere per i difensori per la sua velocità e la sua tecnica individuale, è bravo a inserirsi tra le difese avversarie e si dimostra anche un discreto tiratore da fuori grazie a un tiro molto preciso.

## Carriera

### Club
Cresciuto nelle giovanili dello Slovan Bratislava, nel 2013 viene acquistato dal Parma, che lo aggrega al settore giovanile. Il debutto in prima squadra arriva il 1º febbraio 2015 contro il Milan. A fine stagione 2014-2015 Haraslín totalizza solamente 2 presenze con la maglia del Parma.
Poche settimane dopo la fine del campionato, in seguito al fallimento della società ducale, rimane svincolato e successivamente si accasa alla Lechia Gdańsk, formazione militante nella massima serie polacca, in cui resta fino al 31 gennaio 2020, giorno in cui fa ritorno in Italia trasferendosi in prestito con obbligo di riscatto al Sassuolo. Il 16 febbraio 2020 fa il suo debutto nella sconfitta del Sassuolo per 0-1 contro il Parma, sua ex squadra, subentrando nel finale a Jeremie Boga. L'8 luglio trova il suo primo gol in Serie A nel derby contro il Bologna (vinto 1-2) segnando il gol dello 0-2 dei neroverdi.
Il 30 agosto 2021, si trasferisce in prestito con obbligo di riscatto allo Sparta Praga.

### Nazionale
Ha fatto parte della nazionale slovacca Under-21.
Il 7 giugno 2019 fa il suo debutto in nazionale maggiore nell'amichevole vinta 5-1 contro la Giordania, in cui realizza il goal del provvisorio 1-0.

## Statistiche

### Presenze e reti nei club
Statistiche aggiornate al 18 aprile 2023.
| Stagione              | Squadra               | Campionato            | Campionato | Campionato | Coppe nazionali | Coppe nazionali | Coppe nazionali | Coppe europee | Coppe europee | Coppe europee | Altre coppe | Altre coppe | Altre coppe | Totale | Totale |
| Stagione              | Squadra               | Comp                  | Pres       | Reti       | Comp            | Pres            | Reti            | Comp          | Pres          | Reti          | Comp        | Pres        | Reti        | Pres   | Reti   |
| --------------------- | --------------------- | --------------------- | ---------- | ---------- | --------------- | --------------- | --------------- | ------------- | ------------- | ------------- | ----------- | ----------- | ----------- | ------ | ------ |
| 2014-2015             | Parma                 | A                     | 2          | 0          | CI              | 0               | 0               | -             | -             | -             | -           | -           | -           | 2      | 0      |
| 2015-2016             | Lechia Danzica        | EK                    | 20         | 3          | CP              | 1               | 0               | -             | -             | -             | -           | -           | -           | 21     | 3      |
| 2016-2017             | Lechia Danzica        | EK                    | 26         | 3          | CP              | 1               | 0               | -             | -             | -             | -           | -           | -           | 27     | 3      |
| 2017-2018             | Lechia Danzica        | EK                    | 11         | 0          | CP              | 0               | 0               | -             | -             | -             | -           | -           | -           | 11     | 0      |
| 2018-2019             | Lechia Danzica        | EK                    | 33         | 4          | CP              | 5               | 1               | -             | -             | -             | -           | -           | -           | 38     | 5      |
| 2019-gen. 2020        | Lechia Danzica        | EK                    | 18         | 2          | CP              | 3               | 1               | UEL           | 2             | 0             | SP          | 1           | 2           | 24     | 5      |
| Totale Lechia Danzica | Totale Lechia Danzica | Totale Lechia Danzica | 108        | 12         |                 | 10              | 2               |               | 2             | 0             |             | 1           | 2           | 121    | 16     |
| gen.-lug. 2020        | Sassuolo              | A                     | 11         | 1          | CI              | 0               | 0               | -             | -             | -             | -           | -           | -           | 11     | 1      |
| 2020-2021             | Sassuolo              | A                     | 14         | 0          | CI              | 1               | 0               | -             | -             | -             | -           | -           | -           | 15     | 0      |
| Totale Sassuolo       | Totale Sassuolo       | Totale Sassuolo       | 25         | 1          |                 | 1               | 0               |               | -             | -             |             | -           | -           | 26     | 1      |
| 2021-2022             | Sparta Praga          | 1.L                   | 29         | 4          | CRC             | 5               | 0               | UEL+UECL      | 6+2           | 2+0           | -           | -           | -           | 42     | 6      |
| 2022-2023             | Sparta Praga          | 1.L                   | 22         | 7          | CRC             | 4               | 1               | UEL           | 2             | 0             | -           | -           | -           | 28     | 8      |
| 2023-2024             | Sparta Praga          | 1.L                   | 27         | 12         | CRC             | 1               | 0               | UCL+UEL       | 2+11          | 0+4           | -           | -           | -           | 41     | 16     |
| Totale Sparta Praga   | Totale Sparta Praga   | Totale Sparta Praga   | 78         | 23         |                 | 10              | 1               |               | 23            | 6             |             | -           | -           | 111    | 30     |
| Totale carriera       | Totale carriera       | Totale carriera       | 213        | 36         |                 | 21              | 3               |               | 25            | 6             |             | 1           | 2           | 260    | 45     |

### Cronologia presenze e reti in nazionale
| Cronologia completa delle presenze e delle reti in nazionale ― Slovacchia | Cronologia completa delle presenze e delle reti in nazionale ― Slovacchia | Cronologia completa delle presenze e delle reti in nazionale ― Slovacchia | Cronologia completa delle presenze e delle reti in nazionale ― Slovacchia | Cronologia completa delle presenze e delle reti in nazionale ― Slovacchia | Cronologia completa delle presenze e delle reti in nazionale ― Slovacchia | Cronologia completa delle presenze e delle reti in nazionale ― Slovacchia | Cronologia completa delle presenze e delle reti in nazionale ― Slovacchia |
| Data                                                                      | Città                                                                     | In casa                                                                   | Risultato                                                                 | Ospiti                                                                    | Competizione                                                              | Reti                                                                      | Note                                                                      |
| ------------------------------------------------------------------------- | ------------------------------------------------------------------------- | ------------------------------------------------------------------------- | ------------------------------------------------------------------------- | ------------------------------------------------------------------------- | ------------------------------------------------------------------------- | ------------------------------------------------------------------------- | ------------------------------------------------------------------------- |
| 7-6-2019                                                                  | Trnava                                                                    | Slovacchia                                                                | 5 – 1                                                                     | Giordania                                                                 | Amichevole                                                                | 1                                                                         | 46’                                                                       |
| 11-6-2019                                                                 | Baku                                                                      | Azerbaigian                                                               | 1 – 5                                                                     | Slovacchia                                                                | Qual. Euro 2020                                                           | -                                                                         | 86’                                                                       |
| 6-9-2019                                                                  | Bratislava                                                                | Slovacchia                                                                | 0 – 4                                                                     | Croazia                                                                   | Qual. Euro 2020                                                           | -                                                                         | 63’                                                                       |
| 9-9-2019                                                                  | Budapest                                                                  | Ungheria                                                                  | 1 – 2                                                                     | Slovacchia                                                                | Qual. Euro 2020                                                           | -                                                                         | 86’                                                                       |
| 10-10-2019                                                                | Trnava                                                                    | Slovacchia                                                                | 1 – 1                                                                     | Galles                                                                    | Qual. Euro 2020                                                           | -                                                                         | 79’                                                                       |
| 13-10-2019                                                                | Bratislava                                                                | Slovacchia                                                                | 1 – 1                                                                     | Paraguay                                                                  | Amichevole                                                                | -                                                                         |                                                                           |
| 16-11-2019                                                                | Fiume                                                                     | Croazia                                                                   | 3 – 1                                                                     | Slovacchia                                                                | Qual. Euro 2020                                                           | -                                                                         | 63’                                                                       |
| 19-11-2019                                                                | Trnava                                                                    | Slovacchia                                                                | 2 – 0                                                                     | Azerbaigian                                                               | Qual. Euro 2020                                                           | -                                                                         | 62’ 71’                                                                   |
| 4-9-2020                                                                  | Bratislava                                                                | Slovacchia                                                                | 1 – 3                                                                     | Rep. Ceca                                                                 | UEFA Nations League 2020-2021 - 1º turno                                  | -                                                                         |                                                                           |
| 7-9-2020                                                                  | Netanya                                                                   | Israele                                                                   | 1 – 1                                                                     | Slovacchia                                                                | UEFA Nations League 2020-2021 - 1º turno                                  | -                                                                         | 87’                                                                       |
| 8-10-2020                                                                 | Bratislava                                                                | Slovacchia                                                                | 0 – 0 dts (4 – 2 dtr)                                                     | Irlanda                                                                   | Qual. Euro 2020                                                           | -                                                                         | 73’                                                                       |
| 11-10-2020                                                                | Glasgow                                                                   | Scozia                                                                    | 1 – 0                                                                     | Slovacchia                                                                | UEFA Nations League 2020-2021 - 1º turno                                  | -                                                                         | 51’ 76’                                                                   |
| 14-10-2020                                                                | Trnava                                                                    | Slovacchia                                                                | 2 – 3                                                                     | Israele                                                                   | UEFA Nations League 2020-2021 - 1º turno                                  | -                                                                         | 56’                                                                       |
| 1-6-2021                                                                  | Ried im Innkreis                                                          | Bulgaria                                                                  | 1 – 1                                                                     | Slovacchia                                                                | Amichevole                                                                | -                                                                         | 56’                                                                       |
| 6-6-2021                                                                  | Vienna                                                                    | Austria                                                                   | 0 – 0                                                                     | Slovacchia                                                                | Amichevole                                                                | -                                                                         | 76’                                                                       |
| 14-6-2021                                                                 | San Pietroburgo                                                           | Polonia                                                                   | 1 – 2                                                                     | Slovacchia                                                                | Euro 2020 - 1º turno                                                      | -                                                                         | 87’                                                                       |
| 18-6-2021                                                                 | San Pietroburgo                                                           | Svezia                                                                    | 1 – 0                                                                     | Slovacchia                                                                | Euro 2020 - 1º turno                                                      | -                                                                         | 65’                                                                       |
| 23-6-2021                                                                 | Siviglia                                                                  | Slovacchia                                                                | 0 – 5                                                                     | Spagna                                                                    | Euro 2020 - 1º turno                                                      | -                                                                         | 68’                                                                       |
| 8-10-2021                                                                 | Kazan'                                                                    | Russia                                                                    | 1 – 0                                                                     | Slovacchia                                                                | Qual. Mondiali 2022                                                       | -                                                                         | 80’                                                                       |
| 11-10-2021                                                                | Osijek                                                                    | Croazia                                                                   | 2 – 2                                                                     | Slovacchia                                                                | Qual. Mondiali 2022                                                       | 1                                                                         | 72’                                                                       |
| 11-11-2021                                                                | Trnava                                                                    | Slovacchia                                                                | 2 – 2                                                                     | Slovenia                                                                  | Qual. Mondiali 2022                                                       | -                                                                         | 65’                                                                       |
| 14-11-2021                                                                | Ta' Qali                                                                  | Malta                                                                     | 0 – 6                                                                     | Slovacchia                                                                | Qual. Mondiali 2022                                                       | -                                                                         | 61’                                                                       |
| 25-3-2022                                                                 | Oslo                                                                      | Norvegia                                                                  | 2 – 0                                                                     | Slovacchia                                                                | Amichevole                                                                | -                                                                         | 29’ 83’                                                                   |
| 29-3-2022                                                                 | Murcia                                                                    | Finlandia                                                                 | 0 – 2                                                                     | Slovacchia                                                                | Amichevole                                                                | -                                                                         |                                                                           |
| 6-6-2022                                                                  | Trnava                                                                    | Slovacchia                                                                | 0 – 1                                                                     | Kazakistan                                                                | UEFA Nations League 2022-2023 - 1º turno                                  | -                                                                         | 46’ 61’                                                                   |
| 10-6-2022                                                                 | Baku                                                                      | Azerbaigian                                                               | 0 – 1                                                                     | Slovacchia                                                                | UEFA Nations League 2022-2023 - 1º turno                                  | -                                                                         |                                                                           |
| 13-6-2022                                                                 | Astana                                                                    | Kazakistan                                                                | 2 – 1                                                                     | Slovacchia                                                                | UEFA Nations League 2022-2023 - 1º turno                                  | -                                                                         | 88’                                                                       |
| 23-3-2023                                                                 | Trnava                                                                    | Slovacchia                                                                | 0 – 0                                                                     | Lussemburgo                                                               | Qual. Euro 2024                                                           | -                                                                         |                                                                           |
| 26-3-2023                                                                 | Bratislava                                                                | Slovacchia                                                                | 2 – 0                                                                     | Bosnia ed Erzegovina                                                      | Qual. Euro 2024                                                           | 1                                                                         | 90+2’                                                                     |
| 8-9-2023                                                                  | Bratislava                                                                | Slovacchia                                                                | 0 – 1                                                                     | Portogallo                                                                | Qual. Euro 2024                                                           | -                                                                         | 83’                                                                       |
| 11-9-2023                                                                 | Bratislava                                                                | Slovacchia                                                                | 3 – 0                                                                     | Liechtenstein                                                             | Qual. Euro 2024                                                           | -                                                                         |                                                                           |
| 16-11-2023                                                                | Bratislava                                                                | Slovacchia                                                                | 4 – 2                                                                     | Islanda                                                                   | Qual. Euro 2024                                                           | 2                                                                         | 65’                                                                       |
| 23-3-2024                                                                 | Bratislava                                                                | Slovacchia                                                                | 0 – 2                                                                     | Austria                                                                   | Amichevole                                                                | -                                                                         | 83’                                                                       |
| 26-3-2024                                                                 | Oslo                                                                      | Norvegia                                                                  | 1 – 1                                                                     | Slovacchia                                                                | Amichevole                                                                | -                                                                         | 56’                                                                       |
| 5-6-2024                                                                  | Wiener Neustadt                                                           | Slovacchia                                                                | 4 – 0                                                                     | San Marino                                                                | Amichevole                                                                | 1                                                                         | 46’                                                                       |
| 9-6-2024                                                                  | Trnava                                                                    | Slovacchia                                                                | 4 – 0                                                                     | Galles                                                                    | Amichevole                                                                | -                                                                         |                                                                           |
| 17-6-2024                                                                 | Francoforte sul Meno                                                      | Belgio                                                                    | 0 – 1                                                                     | Slovacchia                                                                | Euro 2024 - 1º turno                                                      | -                                                                         | 70’                                                                       |
| 21-6-2024                                                                 | Düsseldorf                                                                | Slovacchia                                                                | 1 – 2                                                                     | Ucraina                                                                   | Euro 2024 - 1º turno                                                      | -                                                                         | 67’                                                                       |
| 26-6-2024                                                                 | Francoforte sul Meno                                                      | Slovacchia                                                                | 1 – 1                                                                     | Romania                                                                   | Euro 2024 - 1º turno                                                      | -                                                                         | 70’                                                                       |
| 30-6-2024                                                                 | Gelsenkirchen                                                             | Inghilterra                                                               | 2 – 1 dts                                                                 | Slovacchia                                                                | Euro 2024 - Ottavi di finale                                              | -                                                                         | 61’                                                                       |
| 5-9-2024                                                                  | Tallinn                                                                   | Estonia                                                                   | 0 – 1                                                                     | Slovacchia                                                                | UEFA Nations League 2024-2025 - 1º turno                                  | -                                                                         |                                                                           |
| 8-9-2024                                                                  | Košice                                                                    | Slovacchia                                                                | 2 – 0                                                                     | Azerbaigian                                                               | UEFA Nations League 2024-2025 - 1º turno                                  | -                                                                         | 84’                                                                       |
| 11-10-2024                                                                | Bratislava                                                                | Slovacchia                                                                | 2 – 2                                                                     | Svezia                                                                    | UEFA Nations League 2024-2025 - 1º turno                                  | -                                                                         | 90’                                                                       |
| 14-10-2024                                                                | Baku                                                                      | Azerbaigian                                                               | 1 – 3                                                                     | Slovacchia                                                                | UEFA Nations League 2024-2025 - 1º turno                                  | 1                                                                         | 83’                                                                       |
| 20-3-2025                                                                 | Bratislava                                                                | Slovacchia                                                                | 0 – 0                                                                     | Slovenia                                                                  | UEFA Nations League 2024-2025 - Play-off                                  | -                                                                         | 78’                                                                       |
| 23-3-2025                                                                 | Lubiana                                                                   | Slovenia                                                                  | 1 – 0 dts                                                                 | Slovacchia                                                                | UEFA Nations League 2024-2025 - Play-off                                  | -                                                                         | 75’                                                                       |
| Totale                                                                    |                                                                           | Presenze                                                                  | 46                                                                        |                                                                           | Reti                                                                      | 7                                                                         |                                                                           |

## Palmarès

### Club

#### Competizioni nazionali
- Coppa di Polonia: 1

Lechia Danzica: 2018-2019
- Supercoppa di Polonia: 1

Lechia Danzica: 2019
- Campionato ceco: 2

Sparta Praga: 2022-2023, 2023-2024
- Coppa della Repubblica Ceca: 1

Sparta Praga: 2023-2024